# Louis Artan
Louis Victor Antonio Artan de Saint-Martin (* 20. April 1837 Den Haag; † 23. Mai 1890 Oostduinkerke (heute zu Koksijde)) war ein niederländisch-belgischer Maler des Realismus und Impressionismus.

## Herkunft und frühe Jahre
Artan stammte aus einer adeligen Familie mit künstlerischen Neigungen. Sein Vater war Offizier und Flügeladjutant des Prinzen Wilhelm Friedrich Karl von Oranien-Nassau. Die Familie lebte in der Nähe von Elsene in Belgien, 1842 nahmen sie die belgische Staatsbürgerschaft an. Im gleichen Jahr starb sein Vater, der kleine Louis verbrachte seine Kindheit abwechselnd in Brüssel und im Seebad Spa.

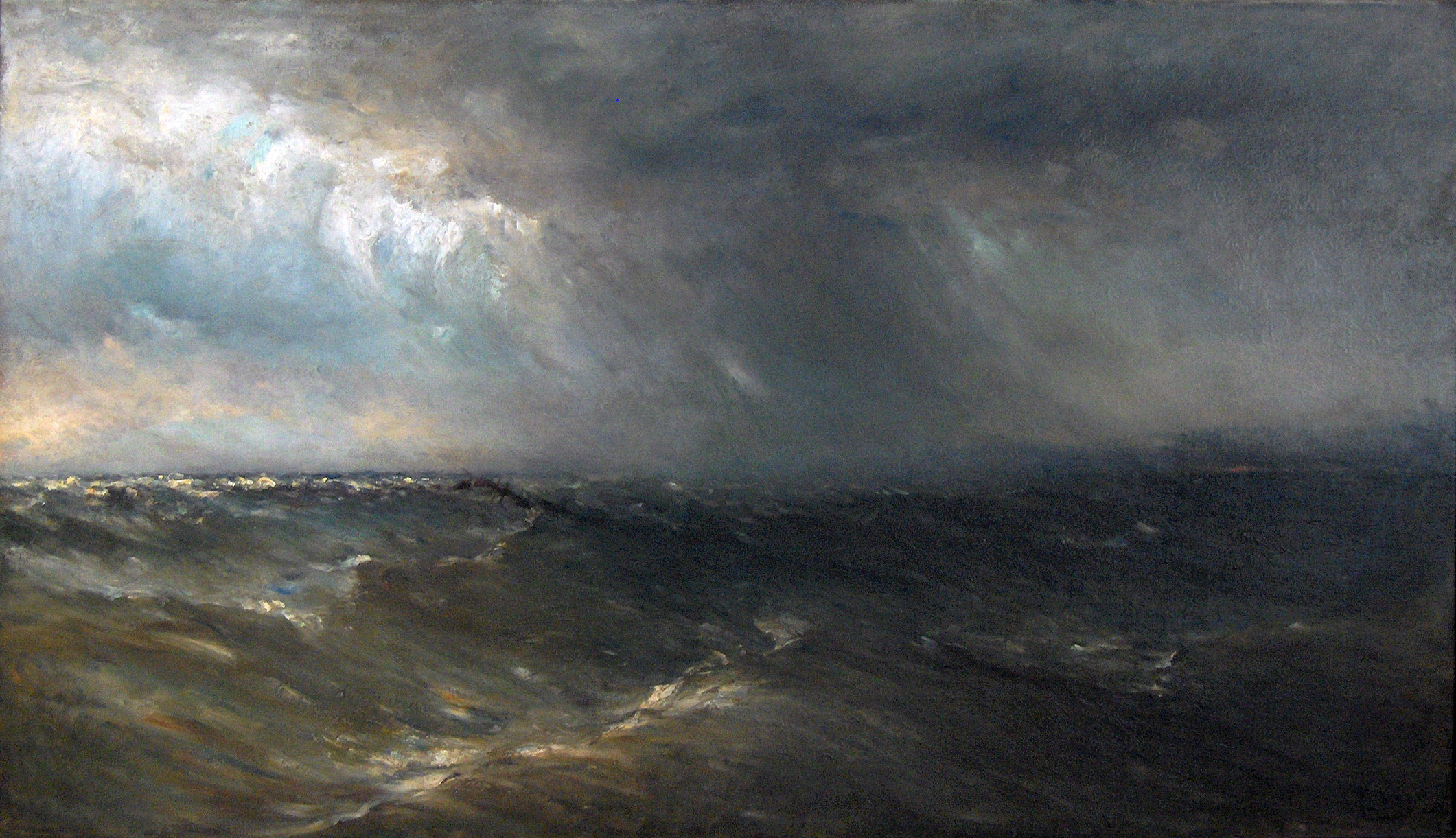
Louis Artan: Das Wrack. Königliche Museen der Schönen Künste, Brüssel.

## Die frühen Jahre
Er begann eine militärische Ausbildung, verließ die Armee jedoch schon mit zwanzig Jahren wieder. Die folgenden Jahre verbrachte er in den Ardennen, wo er zahlreiche Landschafts- und Naturkizzen machte. Hier lernte er die Landschaftsmaler Edouard Delvaux (1806‒1862) und Henri-Joseph Marcette (1824‒1890) kennen. Den Winter 1858 verbrachte er in Paris, wo er die Bekanntschaft mit den Vorreitern des französischen Impressionismus, Gustave Courbet und Camille Corot, sowie dem französischen Marinemaler Eugène Boudin machte. Aus dieser Zeit stammen Œvres von der Seine, der Umgebung von Fontainebleau und Barbizon.
1860 kehrte er nach Spa zurück. 1861 heiratete er Elisabeth Gavage, das junge Paar ließ sich zunächst in Elsene nieder, wo er 1863 Louis Dubois kennenlernte, einen frühen Verfechter des Realismus. Über ihn kam er auch mit dem Landschaftsmaler Hippolyte Boulenger zusammen, mit dem er Studien im Forêt de Soignes / Zoniënwoud bei Tervuren unternahm. Aus dieser Periode stammen verschiedene Landschaftsbilder im realistischen Stil und subtiler Farbgebung.
Wieder in den Niederlanden arbeitete Artan in Breskens, Vlissingen und Terneuzen. 1864 in eine finanzielle Notlage geraten, machte er die Malerei aus der Not endgültig zum Beruf. Er verbrachte dieses Jahr zusammen mit Henri Van der Hecht, der ihn auch in den Cercle Artistique et Littéraire einführte.

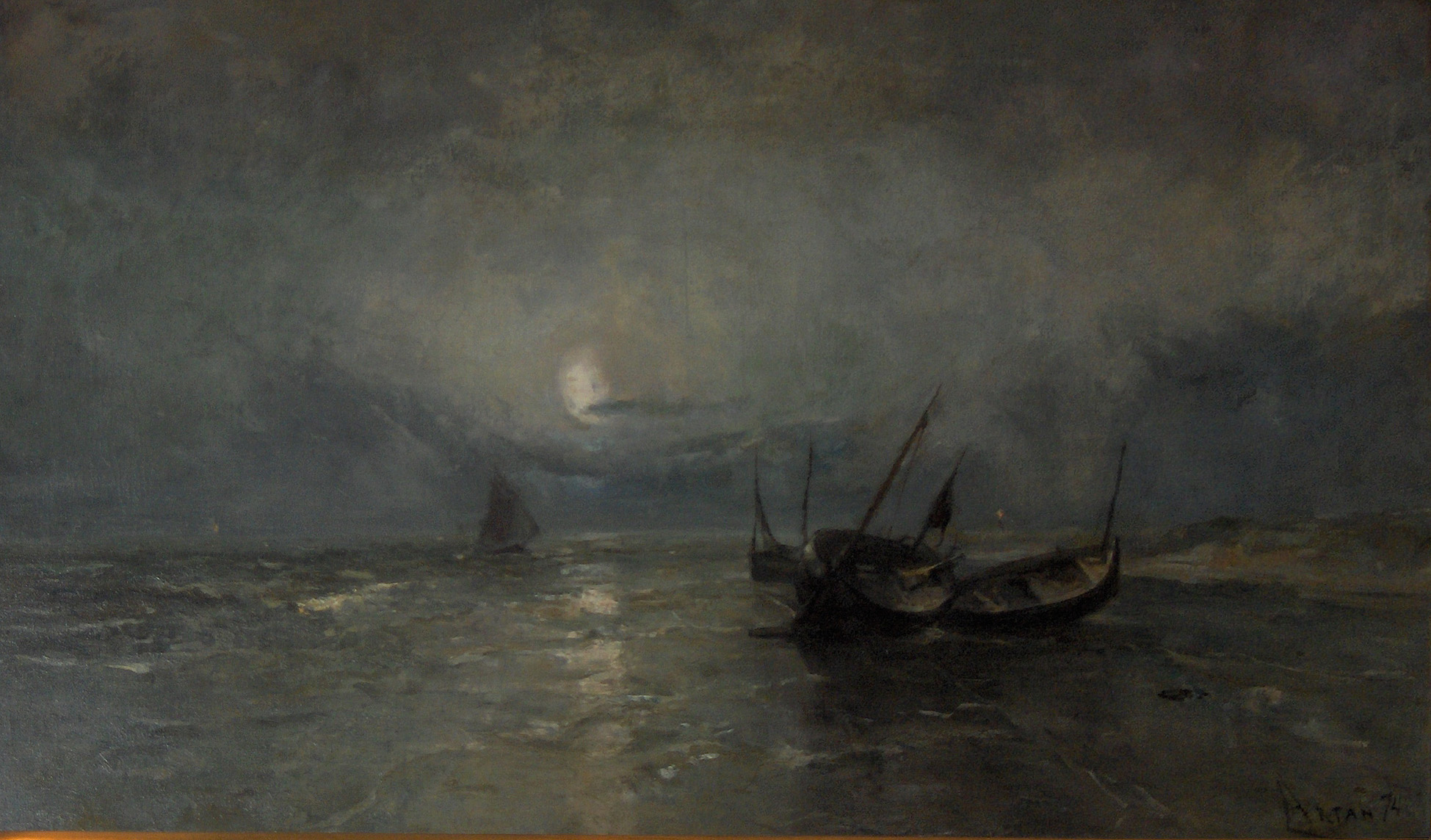
Louis Artan: Gestrandete Boote in der Nacht. Nationaal Visserijmuseum, Oostduinkerke.

## Die Entdeckung des Meeres
1867/68 verbrachte er in der Bretagne, an der belgischen und französischen Nordseeküste; vom belgischen Blankenberge aus erkundete er die Nordseeküste, die Schelde und den Ärmelkanal. In der bretonischen Periode zeichnete sich zunehmend seine Vorliebe für Seestücke ab. In subtiler Weise gelang es ihm, mit spielerisch-gewagten Farbschattierungen das Spiel der Sonne und der Wolken im Wasser zu vermitteln. 1868 wurde er Mitbegründer der Société Libre des Beaux-Arts. Ihr Ziel war es, die moderne Malerei gegen die Übermacht der künstlerischen Ansichten der Akademien und der Salons zu verteidigen; Zu den Mitgliedern gehörten neben Artan Théodore Baron, Charles de Groux, Louis Dubois, Constantin Meunier, E. Smits, C. Van Camp, Alfred Verwee und Jean-Baptiste Robie; Gustave Courbet wurde zum Ehrenmitglied ernannt. Ihr Sprachrohr wurde ab 1871 die Zeitschrift L’art libre, die jedoch schon 1872 ihr Erscheinen wieder einstellen musste.
Auf Initiative von Félicien Rops wurde Louis Artan 1869 auch Mitbegründer der Société Internationale des Aquafortistes.
Die Jahre 1869 bis 1872 verbrachte er in Heist und erneut auch in Blankenberge an der belgischen Küste.

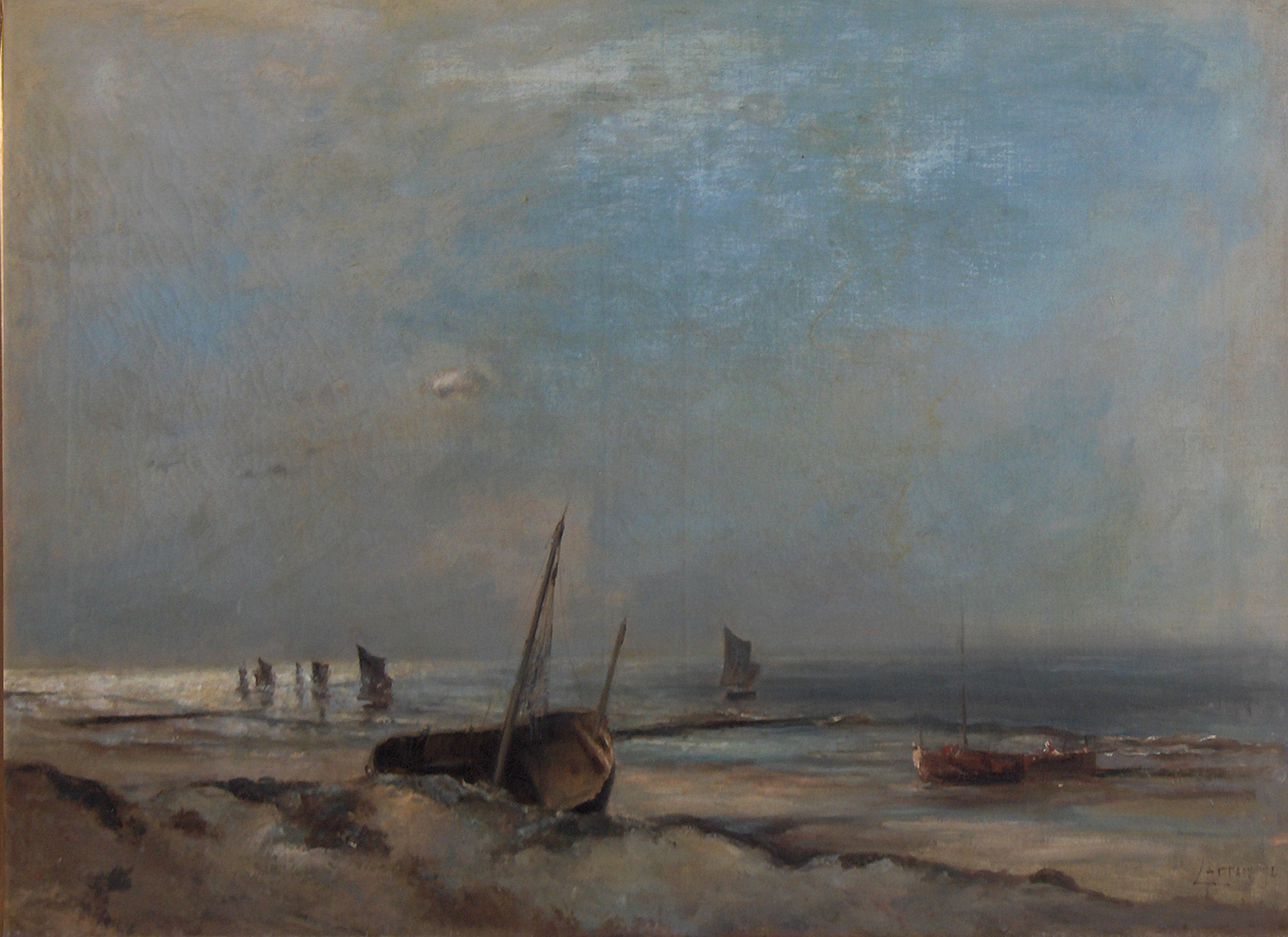
Louis Artan: Gekenterte Boote am Strand. Nationaal Visserijmuseum, Oostduinkerke.

## Hinwendung zum Impressionismus
1873/74 lebte Louis Artan vorübergehend in Antwerpen. Hier schloss er sich dem Kreis um die sich ebenfalls im Konflikt mit der traditionellen akademischen Malerei und besonders mit Nicaise de Keyser, dem Direktor der Kunstakademie Antwerpen befindenden jungen Maler um Isidore Meyers, Jan Stobbaerts, Henri de Braekeleer, Adriaan Joseph Heymans und Florent Crabeels an. Er brach nun endgültig mit der akademischen Malerei und brachte zunehmend impressionistische Züge in seine Seestücke.
Mit Félicien Rops teilte er sich 1875 ein Atelier in Paris, parallel dazu richtete er sich auch in Berck-sur-Mer in Nord-Frankreich ein; aus dieser Periode stammen etliche seiner herausragendsten Werke.
Ab 1880 wandte er sich endgültig dem Impressionismus zu. Ihn faszinierte der Aspekt des Flüchtigen in seiner Umgebung und setzte seine malerischen Schwerpunkte zunehmend auf die Wirkung von Licht und Schatten.
1881 wurde er – zusammen mit Théodore Baron, Bouvier, Alphonse Asselbergs und Adriaan Joseph Heymans zum Ritter des Leopoldsordens ernannt, zwei Jahre später (1883) wurden seine Werke auf der Weltausstellung von Amsterdam mit einer Goldmedaille ausgezeichnet.
Seine letzten Lebensjahre verbrachte er in De Panne. Er richtete sich ein ehemaliges Zollhaus als Atelier ein, das er in einem Bild Mon atelier à La Panne verewigte. Dieses Bild gilt als eines seiner besten Werke; es befand sich im Museum voor Schone Kunsten in Gent, wurde jedoch zerstört.
Louis Artan starb – erst 53 Jahre alt – am 23. Mai 1890 in Oostduinkerke an einer Grippe und wurde ebendort beerdigt. Das 1895 über seinem Grab errichtete Grabmal wurde von Victor Horta entworfen. Er war darüber hinaus bekennender Freimaurer und gehörte der Loge Les Amis Philanthropes nº 1 in Brüssel an.

## Rezeption
Louis Artan wird neben Hippolyte Boulenger und Guillaume Vogels zu den besten belgischen realistischen Landschaftsmalern der zweiten Hälfte des 19. Jahrhunderts gezählt, als einen Wegbereiter des Flämischen Impressionismus, der mit seinem einzigartigen Einsatz der Farbe die Aussagekraft der bildnerischen Atmosphäre erneuerte. Zusammen mit Théodore Baron stellt er die Verbindung zwischen der Schule von Tervuren, der Schule von Kalmthout und der Schule von Dendermonde dar. 
Bereits zu Lebzeiten wurde er zu den besten Marinemalern gerechnet.
Werke von Louis Artan sind unter anderem in folgenden Museen ... 
- Königliche Museen der Schönen Künste in Antwerpen
- Königliche Museen der Schönen Künste in Brüssel
- Musée d’Art Moderne in Brüssel
- Museum voor Schone Kunsten Gent
- Musée d’Art moderne et d’Art contemporain de la Ville de Liège (MAMAC)
- Nationaal Visserijmuseum, Oostduinkerke
- Mu.ZEE (Kunstmuseum aan zee), Oostende

ausgestellt, der Großteil seiner Bilder befindet sich jedoch in Privatsammlungen. Seine Werke werden vorzugsweise in mit der See eng verbundenen Ländern wie den Niederlanden, Belgien und England hoch geschätzt.